# 广元盘龙机场
广元盘龙机场  是一座位於中國四川省廣元市利州區盤龍鎮的支線機場，距市區約13.4公里，飞行区等级4C。盘龙机场也是龙浩四川航校的训练机场。

## 歷史
1993年6月經國務院、中央軍委批准立項，1994年開工，總投資4.6億元。
2000年9月28日建成通航，定位为国内支线机场，飞行区等级4C。
2004年底，由于广元客货市场不足等因素影响机场停航。
2008年受汶川大地震嚴重破壞。
2008年7月，广元市政府为了打通灾后重建空中快捷通道，同时着眼于打造联结西南、西北的交通次枢纽，决定启动广元机场复航工程。
2009年5月8日，广元机场复航，开通來往首都北京的航線。
2009年11月30日，广元机场无偿划转省机场集团。

## 技術資料
飛行區等級按4D規劃（本期按4C建設），跑道長2500米，寬45米，能滿足B737、A320、B757等機型飛行，有4个C类机位。航站楼面积7000㎡。有I类盲降系统、助航灯光系统。

## 航空公司与航点
2020夏秋航季
| 航空公司           | 目的地                     |
| ------------------ | -------------------------- |
| 中国国际航空（CA） | 北京/首都、广州、杭州      |
| 中国东方航空（MU） | 上海/浦东                  |
| 中国南方航空（CZ） | 深圳                       |
| 四川航空（3U）     | 昆明、济南、乌鲁木齐、南宁 |
| 春秋航空（9U）     | 贵阳、石家庄               |